# منطقة بريوان

تحديد مناطق بريوان لنقاط في شبيكات ثنائية الأبعاد (a) شبيكة مربعة، (b) شبيكة سداسية.منطقة بريوان هي المنطقة ذات اللون الأحمر.

منطقة بريوان (بالإنجليزية: Brillouin Zone)‏ في فيزياء الحالة الصلبة وعلم المواد، منطقة بريوان الأولى تعرف على أنها الخلية الأولية للشبيكة البلورية في الفضاء المقلوب تحدها مستويات براغ [الإنجليزية]، تم إكتشاف هذه المناطق من قبل عالم الفيزياء الفرنسي ليون بريوان (1889-1969).

## الوصف

منطقة بريوان الأولى لشبيكة بلورية مكعبة ممركزة الوجه، السطوح المحيطة بمنطقة بريوان تمثل «مستويات براغ».

بنفس طريقة تقسيم شبيكة برافيز إلى خلايا ويغنر-سيتز في الفضاء الحقيقي يمكن تقسيم الشبيكة المقلوبة إلى مناطق بريوان، يعبر عن حدود هذه المنطقة بمستويات للإشارة إلى الشبيكة الأولية المقلوبة يطلق عليها "مستويات براغ [الإنجليزية]"، تظهر أهمية مناطق بريوان عند وصف دالة بلوخ [الإنجليزية] في وسط دوري متكرر حيث وجد أن الحلول الرياضية يمكن أن تأخذ أشكال متمايزة كلياً تبعاً لسلوكها في منطقة بريوان واحدة.

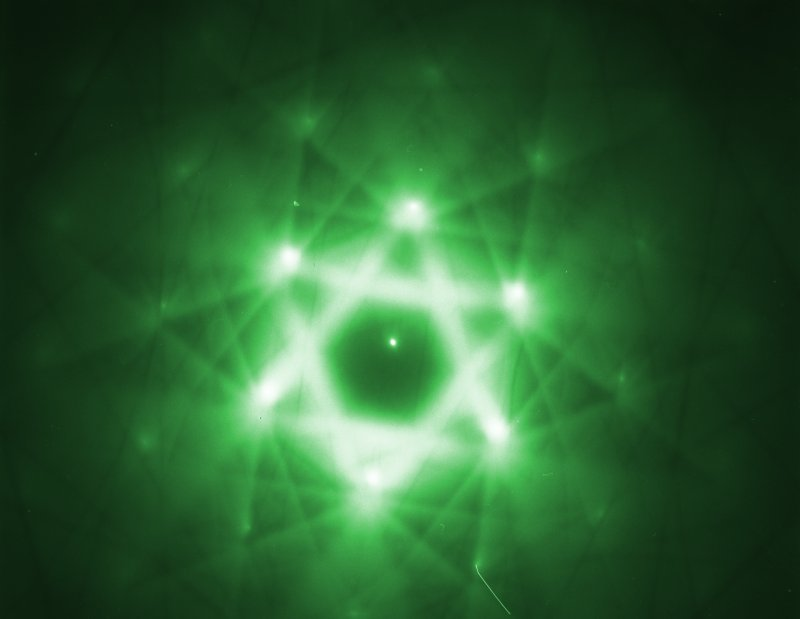
منطقة بريوان كما تظهر عند إسقاط حزمة ألكترونات بطاقة 300 keV على شبيكة بلورية.

يمكن تعريف منطقة بريوان الأولى بأنها المنطقة الأقرب لنقطة الأصل من أي نقطة شبيكة أخرى في الفضاء المقلوب. بصيغة أخرى منطقة بريوان هي مجموعة النقاط في «فضاء متجه الموجة؛K-space» يمكن الوصول إليها من دون تجاوز أي مستوي من مستويات براغ، يمثل هذا التعريف مخطط فورونوي حول نقطة في الشبيكة المقلوبة.
بالإضافة لمنطقة بريوان الأولى توجد مناطق بريوان ثانية وثالثة... إلخ، تظهر بشكل سلسلة من المناطق المنفصلة بنفس الحجم مع إزدياد المسافة عن نقطة الأصل، لكنها أقل إستخداماً لهذا فإن مصطلح «منطقة بريوان» غالباً ما يشير إلى منطقة بريوان الأولى عموماً، ويمكن الوصول إلى منطقة بريوان ذات الرقم "n" بتجاوز "n-1" من مستويات براغ المنفصلة.
مفهوم آخر متصل هو «منطقة بريوان غير القابلة للإختزال»، هي منطقة بريوان أولى للنقطة بعد تطبيق جميع قواعد تناظر مجموعة النقطة.

## منطقة بريوان حسب شكل الشبيكة

### النقاط الحرجة
عدد من النقاط التي تملك تناظر عالي ولها أهمية خاصة، تدعى «النقاط الحرجة»  وهي:
| رمز النقطة           | الوصف                                          |
| -------------------- | ---------------------------------------------- |
| Γ                    | مركز منطقة بريوان                              |
| في المكعب البسيط     |                                                |
| M                    | وسط الحافة                                     |
| R                    | نقطة الزاوية                                   |
| X                    | مركز الوجه                                     |
| مكعب ممركز الوجه FCC |                                                |
| K                    | وسط الحافة بين وجهين سداسيين                   |
| L                    | مركز الوجه السدادي                             |
| U                    | وسط الحافة بين وجه سداسي ووجه مربع             |
| W                    | نقطة الزاوية                                   |
| X                    | مركز الوجه المربع                              |
| مكعب ممركز الجسم BCC |                                                |
| H                    | نقطة الزاوية بين 4 حافات                       |
| N                    | مركز الوجه                                     |
| P                    | نقطة الزاوية بين 3 حافات                       |
| السداسي Hexagonal    |                                                |
| A                    | مركز وجه السداسي                               |
| H                    | نقطة الزاوية                                   |
| K                    | وسط الحافة التي تربط بين وجهان مستطيلان        |
| L                    | وسط الحافة التي تربط بين وجه سداسي ووجه مستطيل |
| M                    | مركز الوجه المستطيل                            |

ملاحظة: الشبيكات الأخرى تملك أنواع مختلفة من النقاط عالية التناظر، كما تظهر في الأشكال تحت:

### مناطق بريوان حسب شكل شبيكة برافيز[3]
| ثلاثي الميل   | ثلاثي الميل أولي (TRI)           | شبيكة ثلاثية الميل من النوع 1a (TRI1a)               | شبيكة ثلاثية الميل من النوع 1b (TRI1b)               | شبيكة ثلاثية الميل من النوع 2a (TRI2a)               | شبيكة ثلاثية الميل من النوع 2b (TRI2b)               |                                                      |
| أحادي الميل   | أحادي الميل أولي (MCL)           | شبيكة أحادية الميل (MCL)                             |                                                      |                                                      |                                                      |                                                      |
| أحادي الميل   | أحادي الميل ممركز القاعدة (MCLC) | شبيكة أحادية الميل ممركزة القاعدة من النوع 1 (MCLC1) | شبيكة أحادية الميل ممركزة القاعدة من النوع 2 (MCLC2) | شبيكة أحادية الميل ممركزة القاعدة من النوع 3 (MCLC3) | شبيكة أحادية الميل ممركزة القاعدة من النوع 4 (MCLC4) | شبيكة أحادية الميل ممركزة القاعدة من النوع 5 (MCLC5) |
| معيني قائم    | معيني قائم أولي (ORC)            | شبيكة معينية قائمة أولية (ORC)                       |                                                      |                                                      |                                                      |                                                      |
| معيني قائم    | معيني قائم ممركز القاعدة (ORCC)  | شبيكة معينية قائمة ممركزة القاعدة (ORCC)             |                                                      |                                                      |                                                      |                                                      |
| معيني قائم    | معيني قائم ممركز الجسم (ORCI)    | شبيكة معينية قائمة ممركزة الجسم (ORCI)               |                                                      |                                                      |                                                      |                                                      |
| معيني قائم    | معيني قائم ممركز الوجه (ORCF)    | شبيكة معينية قائمة ممركزة الوجه من النوع 1 (ORCF1)   | شبيكة معينية قائمة ممركزة الوجه من النوع 2 (ORCF2)   | شبيكة معينية قائمة ممركزة الوجه من النوع 3 (ORCF3)   |                                                      |                                                      |
| رباعي قائم    | رباعي قائم أولي (TET)            | شبيكة رباعية قائمة أولية (TET)                       |                                                      |                                                      |                                                      |                                                      |
| رباعي قائم    | رباعي قائم ممركز الجسم (BCT)     | شبيكة رباعية قائمة ممركزة الجسم من النوع 1 (BCT1)    | شبيكة رباعية قائمة ممركزة الجسم من النوع 2 (BCT2)    |                                                      |                                                      |                                                      |
| ثلاثي التماثل | ثلاثي التماثل أولي (RHL)         | شبيكة ثلاثية التماثل أولية من النوع 1 (RHL1)         | شبيكة ثلاثية التماثل أولية من النوع 2 (RHL2)         |                                                      |                                                      |                                                      |
| سداسي         | سداسي أولي (HEX)                 | شبيكة سداسية (HEX)                                   |                                                      |                                                      |                                                      |                                                      |
| مكعبي         | مكعب أولي (CUB)                  | شبيكة مكعبة أولية (CUB)                              |                                                      |                                                      |                                                      |                                                      |
| مكعبي         | مكعب ممركز الجسم (BCC)           | شبيكة مكعبة أولية ممركزة الجسم (BCC)                 |                                                      |                                                      |                                                      |                                                      |
| مكعبي         | مكعب ممركز الوجه (FCC)           | شبيكة مكعبة أولية ممركزة الوجه (FCC)                 |                                                      |                                                      |                                                      |                                                      |

### ببلوغرافيا
- كيتل، تشارلز (1996). Introduction to Solid State Physics. New York City: Wiley. ISBN:978-0-471-14286-7.
- Ashcroft، Neil W.؛ Mermin، David (1976). Solid State Physics. Orlando: Harcourt. ISBN:978-0-03-049346-1.
- Brillouin، Léon (1930). "Les électrons dans les métaux et le classement des ondes de de Broglie correspondantes". Comptes Rendus Hebdomadaires des Séances de l'Académie des Sciences. ج. 191 ع. 292. مؤرشف من الأصل في 2019-04-27.